# Explorador militar

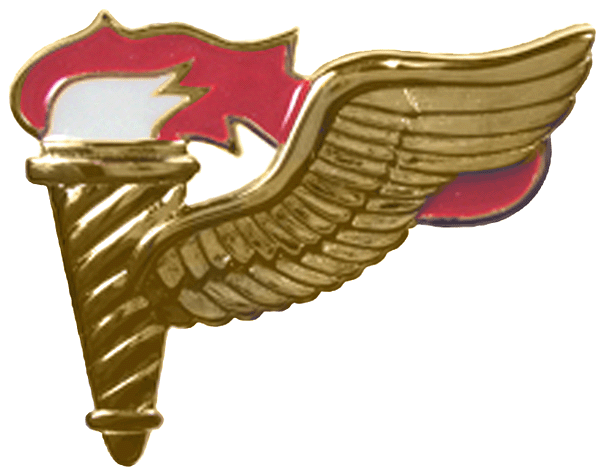
Una digitalización del parche que llevaban en sus uniformes los exploradores estadounidenses que sirvieron en la Segunda Guerra Mundial.

En la organización militar, un explorador es aquel soldado especializado que es insertado o desplegado en un lugar para marcar y controlar zonas de despliegue, de recogida y de aterrizaje de helicópteros durante operaciones aerotransportadas, de reabastecimiento aéreo y demás operaciones aéreas de apoyo al comandante de las unidades terrestres. Los exploradores surgieron en la Segunda Guerra Mundial, donde sirvieron con honores, y siguen desempeñando un papel importante en las fuerzas armadas actuales, dándoles a los comandantes la opción de emplear de forma flexible los medios aéreos.

## Historia

### Reino Unido
Durante la Segunda Guerra Mundial, se formaron unidades de exploradores a partir de pequeños grupos de paracaidistas para que saltasen en paracaídas antes de la fuerza principal. Sus tareas consistían en marcar las zonas de lanzamiento o las zonas de aterrizaje, colocar radiobalizas para los aviones que transportaban a la fuerza principal y despejar y proteger la zona mientras llegaba la fuerza principal. Se formaron dos compañías para trabajar con las dos divisiones aerotransportadas británicas que se crearon durante la guerra, la 1.ª y la 6.ª.
La 21.ª Compañía Paracaidista Independiente se fundó en junio de 1942 y formó parte de la 1.ª División Aerotransportada, entonces dirigida por el mayor general Frederick «Boy» Browning, considerado el padre de las fuerzas aerotransportadas del Ejército británico. La 22.ª Compañía Paracaidista Independiente se creó en mayo de 1943 y formó parte de la 6.ª División Aerotransportada, a las órdenes del mayor general Richard «Windy» Gale.

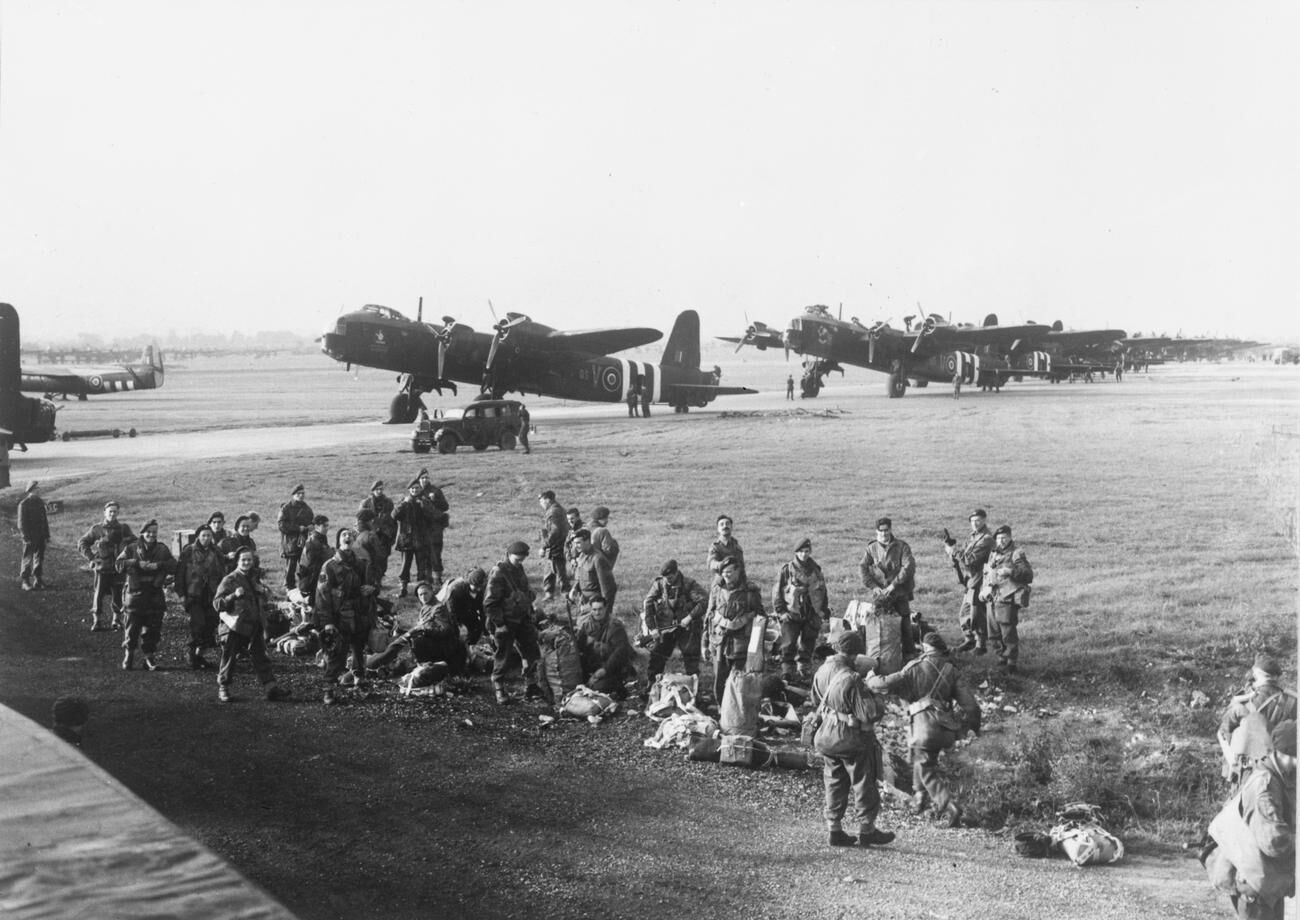
Paracaidistas del 3.^{er} Pelotón, 21.ª Compañía Independiente de Paracaidistas, reunidos en RAF Fairford, Gloucestershire, preparándose para la Operación Market Garden, septiembre de 1944.

Durante la invasión aliada de Sicilia (Operación Husky), la 21.ª Compañía Paracaidista Independiente se lanzó antes de la fuerza principal durante la Operación Fustian para capturar el puente de Primosole la noche del 13 al 14 de julio de 1943. Después, participaron en la Operación Slapstick, parte de la invasión aliada de Italia, y desembarcaron en Tarento el 9 de septiembre. La compañía, junto con el resto de la 1.ª División Aerotransportada, volvió al Reino Unido en diciembre de 1943 después de luchar en las primeras fases de la campaña de Italia, pero dejó un pelotón independiente en Italia para que se uniese a la 2.ª Brigada Paracaidista Independiente. La compañía, que estuvo en reserva durante toda la Operación Overlord, es decir, la invasión de Normandía, participó en la Operación Market Garden, aterrizando en la ciudad neerlandesa de Arnhem la noche del 17 de septiembre de 1944. Tras marcar las zonas de lanzamiento y aterrizaje, la compañía se quedó atrapada junto con el resto de la división en el perímetro de Oosterbeek y sufrió numerosas bajas en lo que hoy se conoce como la batalla de Arnhem. La compañía no volvió a entrar en combate durante la guerra.
Hacia el final de la guerra, la 21.ª Compañía Paracaidista Independiente se unió a la 1.ª División Aerotransportada en la Operación Doomsday para desarmar a las fuerzas alemanas en Noruega entre mayo y octubre de 1945. Después, fue adscrita a la 6.ª División Aerotransportada, que prestaba servicio en el mandato de Palestina, hasta que fue disuelta en septiembre de 1946.

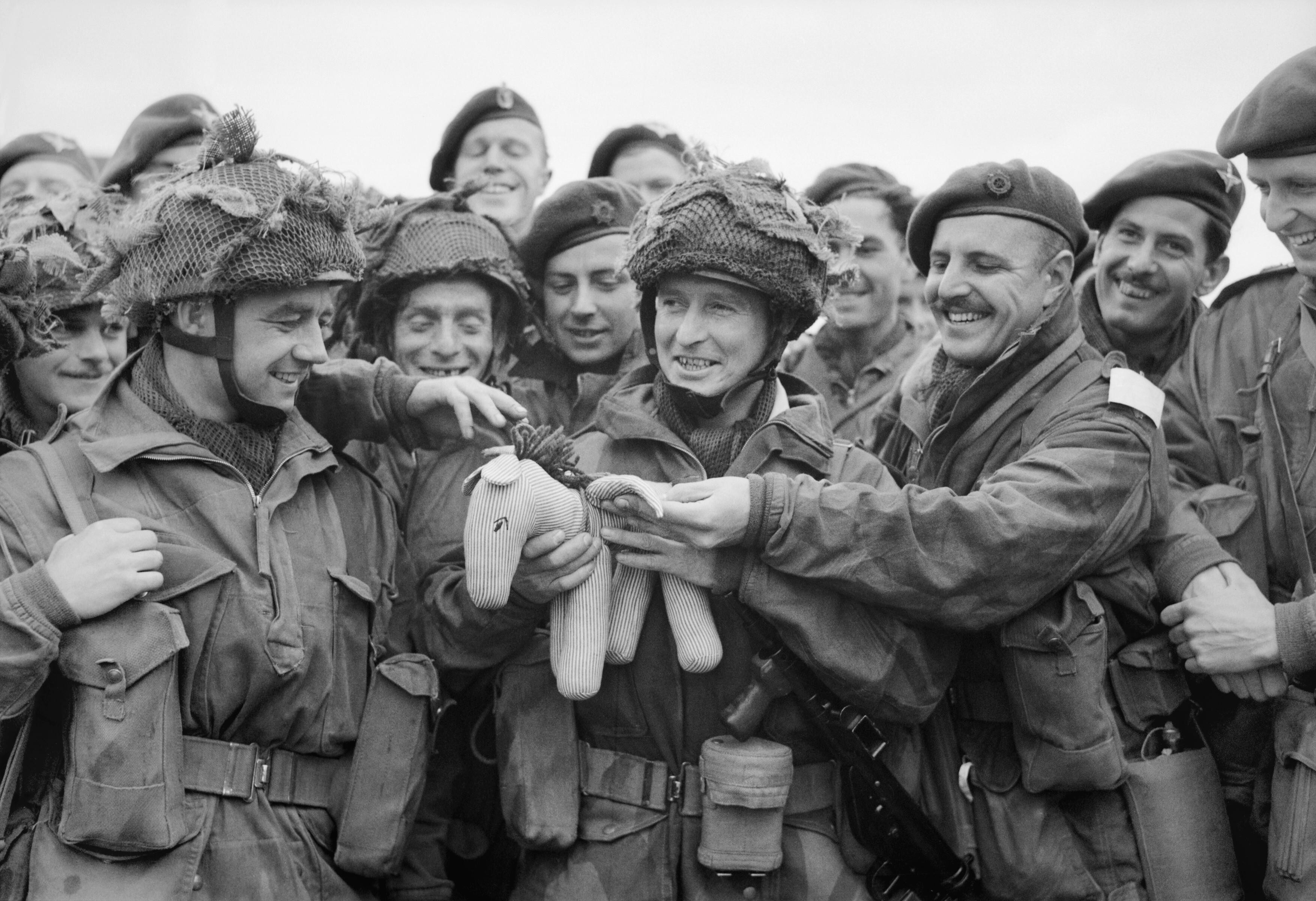
Paracaidistas de la 22.ª Compañía Independiente de Paracaidistas con su mascota de juguete, Pegasus, en RAF Harwell, Berkshire, preparándose para la Operación Tonga, el primer asalto aerotransportado de Overlord, el 5 de junio de 1944.

Los paracaidistas de la 22.ª Compañía Paracaidista Independiente fueron los primeros de la 6.ª División Aerotransportada en lanzarse sobre Normandía como parte de la Operación Tonga a primera hora del día D, 6 de junio de 1944. La compañía, junto con el resto de la división, se quedó en Normandía en calidad de infantería de línea hasta que la 6.ª División Aerotransportada avanzó al río Sena en agosto. Volvieron a Inglaterra en septiembre, pero en diciembre los mandaron a Bélgica debido a la ofensiva alemana en las Ardenas, volviendo a combatir como infantes de línea. Después, la compañía participó en la Operación Varsity, el componente aerotransportado de la Operación Plunder, el cruce británico del Rin a finales de marzo de 1945, y luego en la invasión de los Aliados occidentales de Alemania.
La 22.ª Compañía Paracaidista Independiente fue enviada con la 5.ª Brigada de Paracaidistas, parte de la 6.ª División Aerotransportada pero separada temporalmente, al Lejano Oriente a mediados de 1945, donde permaneció hasta su disolución en julio de 1946.
En la posguerra, los paracaidistas del Ejército permanente quedaron reducidos en la 16.ª Brigada Paracaidista. Para dotar a esta formación de capacidades de exploración, en 1948 se creó la Compañía Paracaidista Independiente de la Guardia, tras la disolución del Batallón de Paracaidistas de la Guardia Compuesta. La compañía participó en todo tipo de operaciones entre 1948 y 1977. Fue desplegada en Borneo durante la confrontación indonesio-malaya, donde sirvió como refuerzo del SAS, y su actuación profesional dio lugar a la formación del Escuadrón G de dicho regimiento en 1966.
El papel de explorador en el Ejército Territorial, la reserva a tiempo parcial del Ejército británico, fue asumido por la 16.ª Compañía Paracaidista Independiente (Lincoln) como parte de la 44.ª Brigada Paracaidista (V).
La 16.ª Brigada de Asalto Aéreo tiene exploradores de élite en su Pelotón de Exploradores.

### Estados Unidos
Durante la Segunda Guerra Mundial, los exploradores eran un grupo de voluntarios seleccionados de las unidades aerotransportadas que recibían un entrenamiento especial para manejar las ayudas a la navegación para guiar al grueso del cuerpo aéreo hasta las zonas de lanzamiento. Los equipos de exploradores (sticks) estaban compuestos por un grupo de entre ocho y doce exploradores y un grupo de seis guardaespaldas, cuya labor era defender a los exploradores mientras ponían su equipo en marcha. Los equipos de exploradores saltaban aproximadamente treinta minutos antes del cuerpo principal para localizar las zonas de lanzamiento designadas y proporcionar guías visuales y por radio a la fuerza principal con el fin de mejorar la precisión del salto. Estas ayudas a la navegación incluían balizas con brújula, paneles de colores, equipos de radar Eureka y humo de colores. Cuando saltaban, los exploradores se topaban muchas veces con menos resistencia que las oleadas de paracaidistas que los seguían, simplemente porque contaban con el factor sorpresa. Una vez que el cuerpo principal saltaba, los exploradores se unían a sus unidades originales y luchaban como infantería aerotransportada estándar.

#### Segunda Guerra Mundial

##### Primeras operaciones
En las dos primeras campañas aerotransportadas de Estados Unidos, los saltos sobre el África del Norte francesa (Operación Torch) y Sicilia (Operación Husky), no se emplearon exploradores. El salto sobre África del Norte, realizado por el 509.º Batallón de Infantería Paracaidista (509.º PIB), terminó con hombres dispersos por lugares como Argelia, Gibraltar y Marruecos al encontrarse con mal tiempo y perderse. La siguiente gran operación aerotransportada tuvo lugar en julio de 1943, durante la invasión de Sicilia. Se dieron muchos de los mismos problemas, y los hombres se dispersaron hasta 104 km de sus zonas de lanzamiento, debido a los fuertes vientos y a la mala navegación. De hecho, algunos paracaidistas se desviaron tanto que tardaron semanas en volver a las líneas aliadas.
En un relato de las acciones bélicas del 509.º PIB titulada Stand in the Door!: The Wartime History of the 509th Parachute Infantry, los autores y veteranos del 509.º Charles H. Doyle y Terrell Stewart describieron cómo su unidad formó la primera unidad de exploradores del Ejército de los Estados Unidos.

A [el general James] Gavin le gusta llevarse el crédito por «inventar» los exploradores, señalando los pésimos saltos de Sicilia como causa de ello. Dejemos las cosas claras: los del 509.º, los mayores especialistas en malos saltos del mundo, fueron los primeros en darse cuenta de que hacían falta. Los exploradores eran equipos independientes de «hombres de avanzada» que saltaban antes de las fuerzas principales para colocar balizas y demás guías para los aviones en camino.

La Compañía de Exploradores del 509.º fue el primer grupo especializado de exploradores. En el Ejército de los EE. UU., comenzó el entrenamiento y la experimentación necesarios para desarrollar el concepto en Oujda. Con fragmentos de sabiduría práctica de los paracaidistas británicos, el comandante de la compañía, el capitán Howland, y su oficial ejecutivo, el primer teniente Fred E. Perry, trabajaron duro para desarrollar técnicas útiles. Perry recuerda: «Todos sabíamos por experiencia que el Cuerpo Aéreo necesitaba ayuda para dejarnos saltar en la zona correcta. Para ello creamos la Compañía de Exploradores. Más tarde se convirtió en un pelotón de exploradores a mis órdenes, formado por diez soldados y yo. Estábamos equipados con una radiobaliza británica y lámparas Aldis de la Marina estadounidense, que irradiaban un haz para guiar a los aviones. Nos entrenamos siguiendo este procedimiento hasta la invasión de Salerno.
Mientras tanto, la 82.ª División Aerotransportada llegó de Estados Unidos el 10 de mayo y acampó cerca del 509.º en Oujda. Nos unimos a ellos. La 82.ª no aceptó nuestra idea del pelotón de exploradores, pero después de Sicilia se dieron cuenta enseguida de que realmente teníamos algo que necesitaban.

En aquel momento, el mayor general Matthew Ridgway y su estado mayor «típico americano» pensaban que lo sabían todo. Impresionados consigo mismos, a pesar de que no eran paracaidistas ni pilotos de planeadores experimentados, ignoraron a la ligera al 509.º y sus nuevas experiencias de combate, así como cualquier concepto no estándar/Limey. Aprenderían por las malas.

##### Sicilia e Italia
Después de los graves problemas que salieron a la luz durante el salto en Sicilia, el alto mando aliado puso en entredicho la utilidad de los paracaidistas, principalmente por la dificultad que suponía lanzar a la infantería como unidades cohesionadas en lugar de como grupos dispersos. Una revisión de los procedimientos y métodos dio lugar a la creación de los equipos de exploradores para facilitar la navegación hasta las zonas de lanzamiento. Estos equipos se formaron una semana antes del salto en Paestum, Italia, el 13 de septiembre de 1943. Cuando la mayoría de los exploradores aterrizaron directamente en el objetivo, pudieron colocar sus radares y luces Krypton en la zona de lanzamiento. Un cuarto de hora más tarde, el grueso de los paracaidistas del 504.º Regimiento de Infantería Paracaidista (504.º PIR) aterrizó justo en el centro de la zona de lanzamiento.
Esa misma noche, el recién formado destacamento de exploradores del 509.º PIB entró en acción por primera vez como tal en Avellino, Italia. Sin embargo, a diferencia de los exploradores de Paestum, los del 509.º en Avellino tuvieron bastante menos éxito. Sin embargo, no fue culpa suya, ya que el terreno montañoso de la zona desvió sus señales de radar y desorientó a los pilotos.

##### Normandía

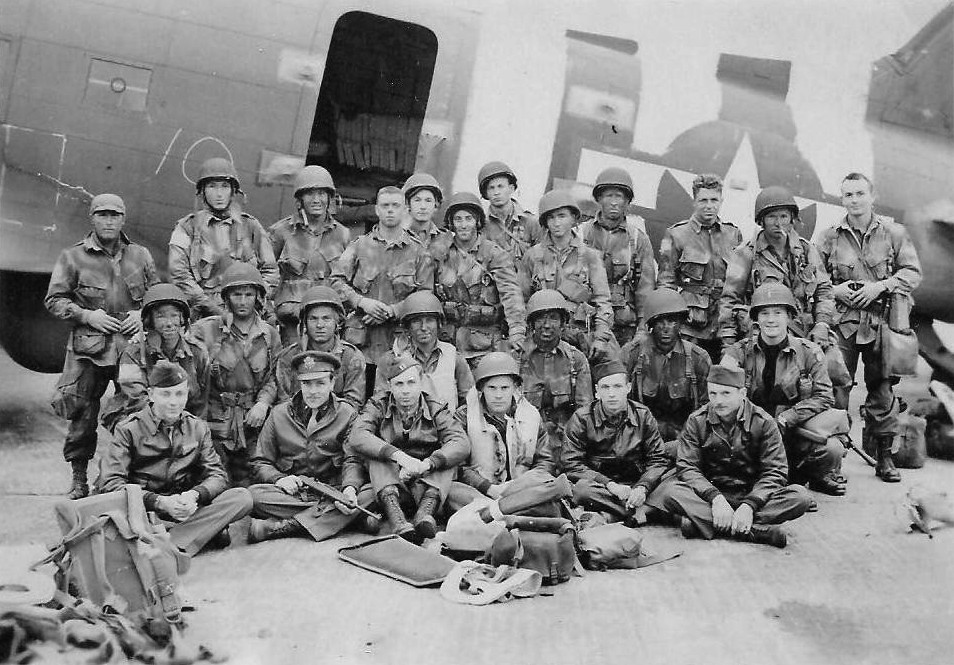
Exploradores del Ejército de EE. UU. del 2.º Batallón, 505.º Regimiento de Infantería Paracaidista (505.º PIR) y tripulación de vuelo del C-47 Skytrain justo antes del día D, junio de 1944.

Las fuerzas aerotransportadas y los exploradores no volvieron a entrar en combate hasta el 6 de junio de 1944, cuando comenzaron los desembarcos de la Operación Overlord. Los exploradores que participaron en el asalto paracaidista aliado sobre Normandía, Francia, el 6 de junio de 1944, fueron entrenados por la Pathfinder School de RAF North Witham (designación de las Fuerzas Aéreas del Ejército de EE. UU. «Army Air Force Station 479»), en Lincolnshire.
A las 21:30 del 5 de junio, unos 200 exploradores despegaron de North Witham rumbo a la península de Cotentin francesa en 20 aviones Douglas C-47 Skytrain del Grupo de Exploradores del IX Mando de Transporte de Tropas. Empezaron a saltar a las 00:15 del 6 de junio para preparar las zonas de lanzamiento para las 82.ª y 101.ª Divisiones Aerotransportadas. Fueron las primeras tropas estadounidenses en tocar tierra el día D. Sin embargo, sus aviones se dispersaron por las nubes bajas y el fuego antiaéreo. Muchos nunca llegaron a sus zonas de lanzamiento asignadas. Algunas de las zonas de lanzamiento estaban demasiado defendidas. Otras estaban inundadas.
Las nubes bajas y el intensísimo fuego antiaéreo provocaron que los sticks de exploradores se desviaran, y solo uno aterrizó en el lugar correcto. Sus balizas de radar funcionaron con cierta eficacia; aunque los exploradores colocaron su equipo desviados, muchos de los sticks de los paracaidistas posteriores aterrizaron agrupados cerca de estas balizas.
Sin embargo, las luces resultaron ineficaces, ya que la mayoría no se colocaron debido a las nubes y a los saltos equivocados de los exploradores. Aunque el mal tiempo y la intensa actividad antiaérea redujeron la eficacia de los equipos de exploradores el día D, el lanzamiento aéreo en general fue un éxito. Esto fue así porque la mala colocación y la dispersión de las fuerzas aerotransportadas engañaron al alto mando alemán y, como había ocurrido en Sicilia, los convencieron de que había muchos más paracaidistas estadounidenses de los que realmente había en Francia.

##### Sur de Francia
La invasión del sur de Francia tuvo lugar el 15 de agosto de 1944 en la Operación Dragoon. El 509.º PIB, el 517.º Equipo de Combate Paracaidista Regimental y el 551.er PIB conformaron el contingente aerotransportado estadounidense de la invasión. Saltaron sobre la Riviera Francesa a primera hora de la mañana. Como había ocurrido en anteriores saltos nocturnos, como el de Normandía, los exploradores saltaron por error cuando los aviones que los transportaban se perdieron. Además, estos hombres tuvieron que encontrarse sobre el terreno, atravesar una zona boscosa cerca de la ciudad de Le Muy y luchar contra los soldados alemanes.
Debido al ineficaz posicionamiento de los exploradores, las oleadas posteriores de paracaidistas tampoco cayeron donde debían. Esto se vio agravado por los errores de los pilotos, ya que muchos de ellos optaron por dejar caer a sus paracaidistas a una altitud demasiado elevada; el resultado fue que estos hombres quedaron muy dispersos. Un stick entero del 509.º PIB cayó al mar y se ahogó cerca de St. Tropez. Sin embargo, al igual que los paracaidistas de Normandía, la operación en general fue un éxito, ya que los paracaidistas lograron cumplir sus misiones y capturar sus objetivos junto con las fuerzas de desembarco marítimo.

##### Países Bajos
La Operación Market Garden, idea del mariscal de campo británico sir Bernard Montgomery, comandante del 21.er Grupo de Ejércitos, tuvo lugar el 17 de septiembre de 1944 y fue la mayor operación aerotransportada hasta la fecha. La misión de las tropas aerotransportadas era capturar una serie de puentes desde Best, al sur, hasta Arnhem, al norte. Esto permitiría al contingente terrestre cruzar los puentes en una sencilla maniobra. Aunque la operación fue un fracaso debido a retrasos entre las fuerzas terrestres, las divisiones aerotransportadas cumplieron la mayoría de sus misiones; esto se debió en gran parte a los esfuerzos de las fuerzas exploradoras. El hecho de que los saltos fueran a plena luz del día y que los alemanes no esperaran un ataque aéreo permitió a los exploradores aterrizar en el objetivo y guiar al resto de los paracaidistas a los lugares adecuados. Esto es excepcional sobre todo si se tiene en cuenta que el número de sticks de exploradores y el número de hombres en cada stick se redujeron al mínimo (uno por zona de lanzamiento) para este salto.

##### Batalla de las Ardenas
Durante la batalla de las Ardenas en diciembre de 1944, la 101.ª División Aerotransportada, junto con elementos de muchas otras unidades, fue transportada en camión a la localidad belga de Bastoña para asegurarla y defenderla, ya que albergaba un importante cruce de carreteras. Para el 22 de diciembre de 1944, las unidades que defendían la ciudad estaban rodeadas y casi sin suministros. Dos sticks de exploradores de la 101.ª saltaron en paracaídas en la Bastoña sitiada para colocar balizas de señalización que sirvieran de guía a los aviones para reabastecer a las unidades aliadas en esa ciudad; el reabastecimiento salió bien, gracias a los esfuerzos de los exploradores. En Bastoña ya había personal entrenado en exploración, pero eran incapaces de llevar a cabo la tarea de exploración sin el equipo que se lanzó en paracaídas con los exploradores.

##### Alemania
Los exploradores del 506.º PIR llevaron a cabo una misión similar en Prüm, Alemania, el 13 de febrero de 1945. Su objetivo era colocar balizas para guiar a los aviones que iban a reabastecer a la 4.ª División de Infantería rodeada, y lo consiguieron. Gracias a su ayuda, la división pudo repeler a los alemanes que los rodeaban.
La única gran operación aerotransportada que tuvo lugar en Alemania fue el 24 de marzo de 1945, la Operación Varsity, es decir, el cruce del río Rin por paracaidistas estadounidenses, británicos y canadienses. Como se trataba de otro lanzamiento a la luz del día (la navegación no debería ser un problema) y las zonas de lanzamiento estaban fuertemente defendidas, los exploradores no saltaron antes que las fuerzas principales de paracaidistas en esta operación. En su lugar, algunos colocaron balizas en el lado aliado del río y otros cayeron con la fuerza principal de paracaidistas para colocar humo y paneles como ayuda final a la navegación.

##### Pacífico
Había una demanda mucho menor de exploradores y fuerzas aerotransportadas en general en las selvas e islas del Pacífico. El 511.er PIR fue la única unidad aerotransportada con base en el Pacífico que empleó exploradores, concretamente en las Filipinas. Se usaron dos veces, en la cresta de Tagaytay a principios de febrero de 1945 y el 23 de junio de 1945. Sin embargo, en ninguna de las dos ocasiones se lanzaron en paracaídas para marcar las zonas de lanzamiento, sino que se infiltraron en una playa en un caso, y al otro lado de un río en el otro. Huelga decir que los exploradores se utilizaron de forma poco convencional en el teatro del Pacífico.

#### Después de la Segunda Guerra Mundial
Las unidades de exploradores de división de la Segunda Guerra Mundial se asignaron a los regimientos de infantería paracaidista subordinados. En 1947, se organizó el primer pelotón divisional de exploradores en la Compañía del Cuartel General de la 82.ª División Aerotransportada. También se crearon exploradores en la 11.ª División Aerotransportada, en ese momento en servicio de ocupación en Japón.

##### Guerra de Corea
La estructura organizativa del 187.º Equipo de Combate Regimental Aerotransportado incluía un equipo de exploradores; sin embargo, cuando el 187.º llevó a cabo un asalto en paracaídas en octubre de 1950 cerca de los pueblos de Sukchon y Sunchon en Corea del Norte, el comandante, el general de brigada Frank S. Bowen, decidió no usar exploradores antes del salto. Según el Estudio Histórico de la USAF n.º 71, «Bowen pensó que el uso de equipos de exploradores para señalizar los lanzamientos de reabastecimiento habría sido fructífero, pero tales equipos, de haberse empleado para marcar las zonas de salto iniciales, habrían muerto antes de entrar en combate».[cita requerida]

##### Guerra de Vietnam
En Vietnam, se insertaban exploradores en zonas para marcar zonas de aterrizaje para asaltos aéreos u otras operaciones con helicópteros. Los exploradores determinaban las zonas de aterrizaje más prácticas, las rutas de retirada, las vías de llegada y los sitios de aterrizaje para los asaltos aeromóviles en zonas hostiles. Ellos eran extraídos con aparejos McGuire. 
El 11.er Grupo de Aviación del Ejército de los EE. UU. aterrizó en el país en agosto de 1965 y, mientras estaba asignado a la 1.ª División de Caballería, amplió su unidad de exploradores al tamaño de una compañía, creando la 11.ª Compañía de Exploradores provisional.
Aunque la 11.ª Compañía de Exploradores estaba asignada a la sección de reconocimiento de la 1.ª División de Caballería, unidades como la 1.ª División de Infantería y las 82.ª y 101.ª Divisiones Aerotransportadas tenían compañías de Rangers o reconocimiento avanzado en sus elementos de reconocimiento.
La 1.ª División de Caballería, que se había desplegado en el Sudeste Asiático en septiembre de 1965, se marchó de Vietnam del Sur en abril de 1971. El 11.er Grupo de Aviación volvió a desplegarse desde el Sudeste Asiático en marzo de 1973.
Las actividades del pelotón de exploradores, HHC, 160.º Grupo de Aviación, 101.ª División Aerotransportada en Vietnam están recogidas en el libro Pathfinder: First In, Last Out, del difunto Richard R. Burns, veterano de la unidad. Hasta la fecha, es el único libro que trata sobre los exploradores en Vietnam.

##### Después de Vietnam
Después de Vietnam, el Ejército creó unidades de exploradores en unidades de aviación, entre las que se incluían el 222.º Batallón de Aviación de Alaska y la 6.ª Brigada de Caballería de Fort Hood, Texas.
El Ejército también activó unidades de exploradores tanto en el Ejército como en la Guardia Nacional. La primera unidad de reserva fue el 26.º Pelotón de Infantería de Wichita, Kansas, que se formó con el linaje de una antigua unidad de perros exploradores del Ejército Regular que había servido en la Segunda Guerra Mundial y en Corea. Le siguieron el 27.º Pelotón de Infantería en Grand Prairie, Texas, que no tenía antecedentes, y el 5.º Pelotón de Infantería, que tenía el linaje de una antigua unidad de exploradores del Ejército Regular que había estado asignada a Fort Rucker, Alabama, de 1963 a 1975, cuando se amplió y rebautizó como Compañía C (Exploradores), 509.º de Infantería. Con el tiempo se activó el 54.º Pelotón de Infantería en Wenatchee, Washington, y el 79.º Pelotón de Infantería en Fort Douglas, Utah. Todas eran unidades de 22 hombres con un oficial, un suboficial al mando, un operador de radio para cada uno y tres equipos de seis hombres. Estos eran los pelotones USAR, sus ubicaciones y los mandos a los que estaban asignados:
- 5.º Pelotón de Infantería (Exploradores), Fort Meade, MD (97.º ARCOM; adjunto administrativamente al HQ 11.er SFGA y luego asignado al HQ 31.er Grupo de Aviación)
- 26.º Pelotón de Infantería (Exploradores), Wichita, KS (89.º ARCOM)
- 27.º Pelotón de Infantería (Exploradores), NAS Dallas, Grand Prairie, TX (90.º ARCOM)
- 54.º Pelotón de Infantería (Exploradores), Wenatchee, WA (124.º ARCOM)
- 79.º Pelotón de Infantería (Exploradores), Fort Douglas, UT (96.º ARCOM)

La Guardia Nacional del Ejército activó cinco destacamentos de exploradores. Su 1136.º Destacamento de Infantería se formó con los activos del Destacamento de Exploradores, 36.ª Brigada Aerotransportada, cuando esta fue disuelta en abril de 1980.
- 28.º Destacamento de Infantería (Exploradores), Fort Indiantown Gap, Annville, PA (28.ª División de Infantería, Guardia Nacional de Pensilvania )
- 76.º Destacamento de Infantería (Exploradores), Stockton, California (40.ª División de Infantería, Guardia Nacional de California)
- 77.º Destacamento de Infantería (Exploradores), Columbus, Ohio (73.ª Brigada de Infantería, Guardia Nacional de Ohio)
- 667.º Destacamento de Infantería (Exploradores), Santo Tomás, VI (Guardia Nacional de Virginia)
- 1136.º Destacamento de Infantería (Exploradores), Austin, TX (Guardia Nacional de Texas)

## Exploradores modernos
Existen exploradores en muchas fuerzas armadas de todo el mundo. La mayoría son miembros superiores de unidades paracaidistas y se han ganado el derecho a llevar la boina granate.

### Bélgica
Bélgica tiene un pelotón de exploradores que forma parte de su Regimiento de Operaciones Especiales. Son paracomandos que reciben un curso extra de exploración en Schaffen. Los exploradores belgas guardan una estrecha relación con sus homólogos neerlandeses y británicos, con los que realizan maniobras conjuntas.

### Brasil
Brasil cuenta con una compañía de exploradores como parte de su Brigada de Infantería Paracaidista. A esta unidad se le encomienda la ejecución de misiones que son comunes a este tipo de fuerzas, pero a menudo operan como un grupo de fuerzas especiales. Realizan operaciones encubiertas de recogida de información, acción directa y guerra de contraguerrillas. Los miembros de esta compañía participan en numerosas operaciones en zonas candentes, como Río de Janeiro, Haití y el Congo. El curso de los exploradores brasileños dura seis meses y es uno de los más difíciles de Brasil, con una media de 10 que aprueban.

### Canadá
En las Fuerzas Armadas canadienses, los exploradores aerotransportados son paracaidistas que, aparte de asegurar zonas de lanzamiento, reunir inteligencia e informar a las fuerzas posteriores, también tienden emboscadas y llevan a cabo reconocimiento tras las líneas enemigas.[cita requerida] Para obtener el título de explorador en el Ejército canadiense, el soldado debe aprobar el curso Patrol Pathfinder impartido por el Centro de Guerra Avanzada del Ejército Canadiense. Cada regimiento de infantería de las fuerzas regulares cuenta con una compañía aerotransportada especializada.

### España
El Escuadrón de Zapadores Paracaidistas (EZAPAC) del Ejército del Aire español lleva a cabo, entre otras, misiones de control de combate en apoyo a lanzamientos de personal y carga y a tomas en pistas no preparadas.

### Estados Unidos

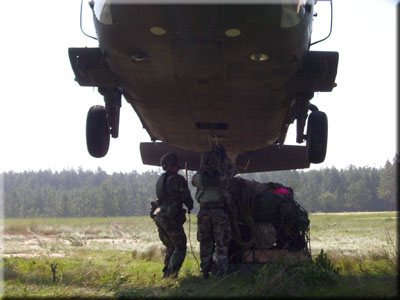
Exploradores del Ejército de EE. UU. realizando operaciones de carga con eslingas de helicópteros, 2 de enero de 2002.

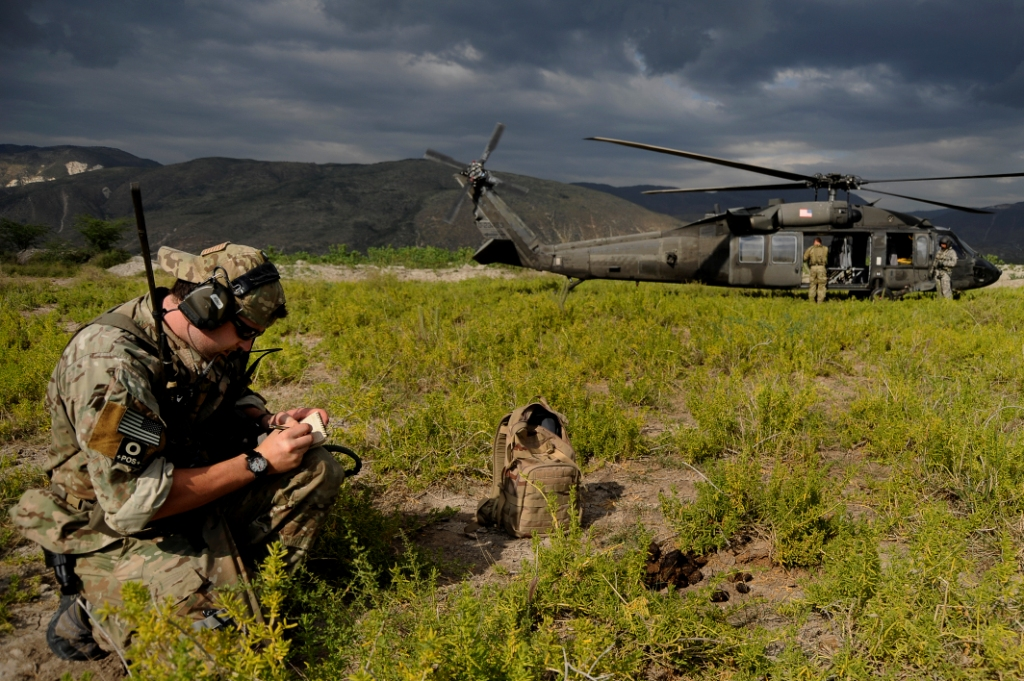
Un controlador de combate de la Fuerza Aérea de los EE. UU. evalúa una posible zona de lanzamiento de suministros aéreos de socorro durante la Operación Respuesta Unificada en Puerto Príncipe, Haití, 19 de enero de 2010.

El Ejército de los Estados Unidos cuenta con tres escuelas de exploradores. La primera es la Escuela de Exploradores del Ejército de los Estados Unidos, en Fort Benning, Georgia, que actúa como organismo proponente del Ejército para las operaciones de exploradores y supervisa la normalización de la doctrina exploradora del Ejército. La segunda es la Escuela de Asalto Aéreo Sabalauski de Fort Campbell, Kentucky. La tercera forma parte del Centro de Entrenamiento de Combatientes de la Guardia Nacional del Ejército de Fort Benning, que también imparte clases de pre-Ranger y asalto aéreo. Los cursos impartidos en el WTC y en Fort Campbell no incluyen saltos en paracaídas.
Como el concepto aeromóvil se estaba desarrollando antes de la guerra de Vietnam, a partir de 1960 hubo una presencia de exploradores en Fort Rucker, Alabama, inicialmente designada como Equipo de Exploradores, Compañía A, 2.º Grupo de Combate, 31.er de Infantería, más tarde rebautizado como 5.º Grupo de Combate, 31.er de Infantería el 1 de julio de 1963. El objetivo del grupo de combate, que estaba organizado de forma diferente a los grupos de combate estándar, era proporcionar apoyo de entrenamiento al Centro de Aviación. Las reorganizaciones y reagrupaciones posteriores dieron lugar al 5.º Destacamento de Infantería (Exploradores) y al 5.º Pelotón de Infantería (Exploradores). El 1 de julio de 1975, la unidad fue reorganizada y rebautizada como Compañía C (Exploradores), 509.º de Infantería, y mantuvo esta designación hasta el 1 de junio de 1993, cuando fue rebautizada como Compañía A (Exploradores), 511.er de Infantería. Esta designación sólo duró hasta el 31 de octubre de 1995, cuando la presencia de exploradores en Fort Rucker llegó a su fin debido a los recortes presupuestarios que también pusieron fin a la Escuela de Asalto Aéreo del puesto. Junto con la inactivación de los cinco pelotones de exploradores de reserva y los cinco destacamentos de exploradores de la Guardia Nacional al final del año fiscal 1990, la inactivación de la Compañía A del 511.er en Fort Rucker resultó en solo dos unidades de exploradores restantes en el Ejército: un destacamento de la 17.ª Brigada de Aviación de Corea y una compañía en la 101.ª Brigada de Aviación de la 101.ª División Aerotransportada en Fort Campbell, Kentucky.
En junio de 2005, se disolvió la 17.ª Brigada de Aviación de Corea, así como su destacamento de exploradores. En aquel momento era la única unidad de exploradores fuera de la 101.ª División Aerotransportada.
Cuando el Ejército de los Estados Unidos reorganizó sus divisiones de combate bajo el concepto modular, se eliminaron los destacamentos de vigilancia de largo alcance (LRSD) a nivel de división. Al mismo tiempo, en la 101.ª División Aerotransportada, la 101.ª Brigada de Aviación (Ataque) y la 159.ª Brigada de Aviación (Asalto) se reorganizaron para ser brigadas de aviación de combate idénticas, y el antiguo LRSD de la división se transfirió del 311.er Batallón de Inteligencia Militar a la 159.ª Brigada de Aviación para convertirse en una segunda compañía de exploradores dentro de la división. En ese momento, las dos compañías de exploradores eran la Compañía F (Exploradores), 4.º Batallón, 101.er Regimiento de Aviación, 159.ª Brigada de Aviación de Combate por un lado, y la Compañía F (Exploradores), 5.º Batallón, 101.er Regimiento de Aviación, 101.ª Brigada de Aviación de Combate por otro.
En 2006, el LRSD del 313.er Batallón de Inteligencia Militar de la 82.ª División Aerotransportada de Fort Bragg fue igualmente transferido al 2.º Batallón, 82.º Regimiento de Aviación, y reorganizado y rebautizado como Compañía F (Exploradores).
También se formaron dos unidades provisionales de exploradores no documentadas en el MTOE de las unidades matrices. Se trataba de la Compañía F, 2.º Batallón, 10.º Regimiento de Aviación, que formaba parte de la Brigada de Aviación de Combate, 10.ª División de Montaña de Fort Drum, Nueva York, y una compañía de exploradores que operaba como parte del 2.º Batallón, 25.º Regimiento de Aviación, Brigada de Aviación de Combate, 25.ª División de Infantería, Schofield Barracks, Hawái. Estas unidades exploradoras desempeñaron funciones de todo el abanico de sus misiones doctrinales, junto con otras funciones fuera de sus listas de tareas prescritas.
Un artículo del Army News Service fechado el 10 de septiembre de 2014 señalaba la activación de una nueva compañía dentro del 1.er Batallón, 509.º Regimiento de Infantería de Fort Polk, Luisiana. Esta unidad, la Compañía C, se describía como «una compañía de fusileros con capacidades de exploración».
El 16 de octubre de 2013, se puso fin a la condición de paracaidistas de las dos compañías de paracaidistas del 101.er, lo que supuso la eliminación de los últimos puestos de paracaidista de la división. A continuación, el 15 de mayo de 2015, se desactivó la 159.ª CAC, que incluía la compañía de paracaidistas de la brigada. Al mismo tiempo, la 101.ª CAC fue rebautizada como CAC de la 101.ª División Aerotransportada, equiparándose así a otras CAC divisionarias no numeradas. En este punto, la división asumió la misma estructura organizativa que la 10.ª División de Montaña, una unidad de infantería ligera.
El 2 de agosto de 2016, la última compañía de exploradores de la 101.ª División Aerotransportada fue disuelta en una ceremonia en Fort Campbell, Kentucky. Los medios de comunicación se equivocaron al afirmar que «72 años de servicio llegaron a su fin» con la inactivación de la compañía. Las unidades de exploradores de la Segunda Guerra Mundial estaban asignadas a nivel de regimiento de infantería, no de división, y la división como tal se disolvió a finales de 1945. Reactivada tres veces en los años de posguerra como división de entrenamiento sin exploradores, la división fue reformada de nuevo como unidad de combate en 1956. No hay muchos datos sobre cuándo volvieron los exploradores a la división, pero lo más probable es que fuese en los años sesenta, con la llegada de la guerra de helicópteros y el cambio de la misión de los exploradores del control de aviones de ala fija, que había pasado a los equipos de control de combate de la Fuerza Aérea, a las aeronaves de ala rotatoria del Ejército. Cuando la 101.ª División Aerotransportada se retiró de Vietnam a principios de 1972, los soldados a los que les quedaba tiempo de servicio, incluidos los exploradores, fueron reasignados a otras unidades, como la 3.ª Brigada, 1.ª División de Caballería, y la bandera de la división volvió a Fort Campbell.
En el verano de 2016, se disolvió la compañía provisional de exploradores de la 25.ª División de Infantería, seguida de la disolución de la compañía de la 101.ª División Aerotransportada y de la compañía provisional de la 10.ª División de Montaña en octubre de 2016. La última unidad de exploradores del Ejército, una compañía autorizada por el MTOE en la 82.ª División Aerotransportada, fue disuelta en una ceremonia celebrada a las 14:00 del 24 de febrero de 2017 en el Simmons Army Airfield de Fort Bragg.
En julio de 2020, el Ejército anunció que estaba considerando poner fin a su curso de exploración de Fort Benning, Georgia, para finales del año fiscal 2021, y más tarde decidió hacerlo. A finales de 2021, el sitio web de la Airborne & Ranger Training Brigade ya no incluía el curso de exploración entre sus ofertas. El sitio web del Centro de Entrenamiento de Combatientes de la Guardia Nacional del Ejército, también con sede en Fort Benning, no mostraba fechas de clases más allá del final del año fiscal 2021. La Escuela de Asalto Aéreo Sabalauski de Fort Campbell, Kentucky, dependiente de la 101.ª División Aerotransportada, sigue impartiendo su propio curso de exploración.

#### Otras ramas
Los escuadrones de tácticas especiales de la Fuerza Aérea de los Estados Unidos realizan tareas similares a las de los exploradores.
En el Cuerpo de Marines de los Estados Unidos, los pelotones de la Fuerza de Reconocimiento llevan a cabo misiones de exploración insertándose en el campo de batalla y colocando paneles de señalización o intermitentes luminosos, siendo sustituidos con el tiempo por sensores remotos y balizas durante la guerra de Vietnam.

### Francia
Cada regimiento de la 11.ª Brigada Paracaidista forma uno o dos equipos de sus propias filas. Hay diecinueve equipos con alrededor de una docena de miembros cada uno en el Grupo de Comandos Paracaidistas, que está estructurado de la siguiente manera:
- 1.er Regimiento de Cazadores Paracaidistas (tres equipos de diez comandos)
- 1.er Regimiento de Húsares Paracaidistas (dos equipos)
- 2.º Regimiento Extranjero de Paracaidistas (tres equipos)
- 3.er Regimiento de Paracaidistas de Infantería de Marina (dos equipos)
- 8.º Regimiento de Paracaidistas de Infantería de Marina (dos equipos)
- 17.º Regimiento de Ingenieros Paracaidistas  (dos equipos)
- 35.º Regimiento de Paracaidistas de Artillería (dos equipos)
- 11.ª Compañía de Transmisión y Mando Paracaidista

### India
La Guardia Presidencial era al principio una unidad de caballería que se creó en septiembre de 1773 para proteger al gobernador general. Es la unidad más antigua del Ejército indio. La unidad se pasó a la función aerotransportada en 1944 y se convirtió en la unidad exploradora de la 2.ª División Aerotransportada India y pasó a llamarse «44.º Escuadrón de Reconocimiento Divisional (GGBG)». En la actualidad, la unidad cuenta con más de una compañía y mantiene una estrecha relación con la Caballería, la Guardia y la Aerotransportada, con un 100 % de tropas aerotransportadas cualificadas y equipadas para la guerra mecanizada. Sin embargo, a las unidades de las fuerzas especiales aerotransportadas se les asignan principalmente estas tareas, ya que son especialistas en operaciones de exploración mediante HALO/HAHO.

### Países Bajos
Los Países Bajos tienen un pelotón de exploradores, fundado en 2007. Como no habían tenido ninguna unidad de exploradores antes, se basaron en el modelo belga y recibieron sus cursos de exploración en Schaffen. El pelotón de exploradores holandés mantiene una estrecha cooperación con sus homólogos belgas, con instalaciones de entrenamiento y maniobras conjuntas.

### Portugal
La Compañía de Precursores es una unidad de reconocimiento especial de apoyo de las tropas paracaidistas del Ejército portugués. Se conoce a los miembros de esta unidad como «precs», abreviatura de precursores, que significa «pioneros» o «exploradores» en portugués. Su misión principal es realizar inserciones a gran altura en el ámbito de las operaciones aerotransportadas, mediante el empleo de las técnicas HAHO y HALO, con el fin de efectuar el reconocimiento de las zonas de aterrizaje de las principales fuerzas paracaidistas que se lanzarán.

### Reino Unido
El Pelotón de Exploradores es una unidad de reconocimiento y operaciones especiales del Ejército británico que forma parte íntegra de la 16.ª Brigada de Asalto Aéreo. El Pelotón de Exploradores es la avanzadilla y fuerza de reconocimiento de la brigada. Entre sus cometidos se incluyen localizar y marcar zonas de lanzamiento y zonas de aterrizaje de helicópteros para las operaciones de aterrizaje aéreo. Cuando la fuerza principal ha aterrizado, el pelotón proporciona inteligencia táctica para la brigada.
Tras la guerra de las Malvinas de 1982, se creó la 5.ª Brigada Aerotransportada como una fuerza de reacción rápida y ligera para fines similares. La brigada se formó a partir del Regimiento Paracaidista y unidades de apoyo. La brigada identificó la necesidad de una capacidad independiente de recogida de información, desplegable en un entorno hostil o no permisivo por delante de la fuerza principal, por lo que en 1985 se creó el Pelotón de Exploradores.
El Pelotón de Exploradores ha participado en las siguientes operaciones:
- Operación Agrícola: en junio de 1999, el Pelotón de Exploradores se desplegó en Kosovo. Operó tras las líneas enemigas, proporcionando reconocimiento y control aéreo avanzado. Cuando las fuerzas de la OTAN entraron en Kosovo, el pelotón estableció una pantalla defensiva alrededor del Aeropuerto Internacional de Pristina antes de la llegada de las fuerzas rusas.[39]
- Operación Palliser: en mayo de 2000, el Pelotón de Exploradores se desplegó en Sierra Leona para contribuir a los esfuerzos de la misión de las Naciones Unidas en Sierra Leona.
- Operación Cosecha Esencial: ante el aumento de las tensiones étnicas que desembocaron en violencia en la República de Macedonia entre las los albaneses étnicos, el Ejército de Liberación Nacional (ELN) y las fuerzas de seguridad macedonias, el Gobierno británico envió una fuerza para supervisar un alto el fuego dirigido por la OTAN.[40] Los exploradores, junto con las fuerzas especiales,[41] supervisaron la inestable tregua y se utilizaron para establecer vínculos entre las facciones enfrentadas y vigilar cualquier actividad hostil.[cita requerida]
- Operación Veritas: el pelotón se desplegó en la Base Aérea de Bagram, Afganistán, en diciembre de 2001, para ayudar a la Fuerza Internacional e Asistencia para la Seguridad de la OTAN.
- Operación Telic: en Irak, la misión principal de los equipos era realizar patrullas móviles de vigilancia y combate tras las líneas enemigas en apoyo de las fuerzas británicas y estadounidenses. Tras las hostilidades, la unidad fue desplegada en la frontera entre Irán e Irak y llevó a cabo tareas de «unidad de arresto» de presuntos criminales de guerra baazistas en Mesena.[cita requerida]
- Operación Herrick: el pelotón se desplegó en la provincia meridional afgana de Helmand junto con el 3.er Grupo de Combate Paracaidista británico en 2006. Volvieron a desplegarse en Helmand, Afganistán, en 2010/2011.

El pelotón trabaja bajo el mando del Cuartel General de la Brigada. El oficial al mando del Pelotón de Exploradores es un capitán o mayor de alto rango. El pelotón opera en equipos de 6 hombres. En 2006, se introdujo una nueva paga de paracaidistas para los miembros del Pelotón de Exploradores siguiendo las recomendaciones del Órgano de Revisión Salarial de las Fuerzas Armadas.

### Sudáfrica
El 44.º Pelotón de Exploradores es parte de la 44.ª Compañía de Exploradores del Ejército sudafricano, dentro de la 44.ª Brigada Paracaidista y el 1.er Batallón Paracaidista respectivamente.